# 湖滨街道 (三门峡市)
湖滨街道，是中华人民共和国河南省三門峽市湖滨区下辖的一个乡镇级行政单位。

## 行政区划
湖滨街道下辖以下地区：
市场社区、茅津社区、黄南社区、建设社区、黄北社区、供电公司社区和桥西社区。